# Okręg wyborczy Fadden
Okręg wyborczy Fadden (ang. Division of Fadden) – jednomandatowy okręg wyborczy do Izby Reprezentantów Australii, położony w stanie Queensland, na południe od Brisbane. Pierwsze wybory zorganizowano w nim w 1977 roku, jego patronem jest były premier Australii Arthur Fadden. 

## Lista posłów
| okres urzędowania | poseł                 | przynależność                                                                         |
| ----------------- | --------------------- | ------------------------------------------------------------------------------------- |
| 1977-1983         | Donald Milner Cameron | Liberalna Partia Australii                                                            |
| 1983-1984         | David Beddall         | Australijska Partia Pracy                                                             |
| 1984-2007         | David Jull            | Liberalna Partia Australii                                                            |
| od 2007           | Stuart Robert         | Liberalna Partia Australii (2007-2010) Liberal National Party of Queensland (od 2010) |

źródło: 